# Power Rangers Lightspeed Rescue (videojuego)
Power Rangers Lightspeed Rescue es un videojuego basado en la octava temporada de la serie de televisión Power Rangers Lightspeed Rescue. Se produjeron cuatro versiones muy diferentes del juego para la Game Boy Color, Macintosh, Windows, Nintendo 64 y PlayStation de varias desarrolladoras y distribuidoras.

## Nintendo 64
La versión para Nintendo 64 presenta un juego basado en la acción en 3D de los Rangers, sus vehículos y Mega Zords. Es compatible con 1 o 2 jugadores simultáneamente. Los villanos del programa, como Diabólico, actúan como antagonistas y el juego presenta clips de voz de los actores y actrices reales de Power Rangers Lightspeed. El juego también es compatible con el Nintendo Controller Pak para guardar partidas en curso.

## PlayStation
La versión para PlayStation es similar a la de Nintendo 64 en términos de gráficos, pero la jugabilidad es bastante diferente. Presenta a los cinco Rangers principales como personajes jugables con el Titanium Ranger como un personaje extra desbloqueable. El juego se puede jugar en modo de uno o dos jugadores y también cuenta con fragmentos de voz de los actores y actrices reales de "Power Rangers Lightspeed Rescue". Una vez elegido, el jugador o los jugadores permanecen como guardabosques elegidos durante todo el juego. Para Megazord Battle, el jugador en el controlador puede usar Supertrain Megazord. Para la etapa final, se reemplaza con el Omega Megazord. Otra característica especial del juego es un sistema de contraseñas, donde los códigos de trucos especiales pueden dar a los Rangers infinita salud, vidas, ataques continuos y mejorados, así como acceso a una galería de arte e imágenes, la opción de comenzar el juego en cualquiera de los primeros seis de los siete niveles y el Titanium Ranger. Solo se puede acceder a la etapa final del juego si el jugador guarda el juego en la Memory Card de PlayStation después de completar la penúltima etapa.

## Game Boy Color
La versión de Game Boy Color es un juego de plataformas desplazamiento lateral. Presentaba a los cinco Rangers como personajes jugables y utilizaba un sistema de guardado de contraseña.

## Recepción
Power Rangers: Lightspeed Rescue recibió “reseñas generalmente desfavorables” según el agregador de reseñas Metacritic.